# Ivan Urgant
Ivan Andrejevič Urgant  (rus. Ива́н Андре́евич У́ргант); rođen 16. travnja 1978. godine u Lenjingradu, SSSR (danas Sankt Peterburg) je ruski glumac, TV voditelj i zabavljač.

## Biografija
Rođen je 16. travnja 1978. godine u Lenjingradu kao sin ruskog glumca Andreja Urganta (sin Nine Urgant i Lava Milindera) i Valerije Kiseleve. Završio je Nacionalnu kazališnu i likovnu akademiju u Sankt Peterburgu. 2009. je zajedno s Alsou 16. svibnja vodio Euroviziju.